# Parafia św. Piotra w Norwood
Parafia św. Piotra w Norwood (ang. St. Peter's Parish) – parafia rzymskokatolicka położona w Norwood w stanie Massachusetts w Stanach Zjednoczonych.
Była jedną z wielu etnicznych, polonijnych parafii rzymskokatolickich w Nowej Anglii z mszą św. w j. polskim dla polskich imigrantów.
Parafia została dedykowana św. Piotrowi.
Ustanowiona w 1918 roku, zamknięta 3 sierpnia 1997 roku.